# Enicospilus tournieri
Enicospilus tournieri is een vliesvleugelig insect uit de familie van de gewone sluipwespen (Ichneumonidae). De wetenschappelijke naam van de soort is voor het eerst geldig gepubliceerd in 1879 door van Vollenhoven.